# Сённергор, Том
Том Сённергор (дат. Tom Søndergaard; 2 января 1944, Копенгаген — 16 июня 1997, Фредерикссунн, Фредериксборг) — датский футболист.

## Биография

### Клубная карьера
Том Сённергор является воспитанником датского клуба «Б.93», в составе молодёжной команды «Б.93» Том выиграл кубок Дании 1961 года. В основной команде «Б.93» Сённергор дебютировал в 1962 году и в течение пяти лет провёл за клуб 86 матчей и забил 13 мячей. В 1968 году Том перешёл в австрийский «Рапид» из Вены, в том же году австрийский клуб пополнился ещё одним датчанином Финном Лаудрупом. В чемпионате Австрии Сённергор провёл 16 матчей и забил 1 гол, а также стал обладателем кубка Австрии. В кубке Чемпионов 1968/69 его клуб смог дойти до четвертьфинала турнира, обыграв по пути испанский «Реал Мадрид».
В четвертьфинале «Рапид» встретился с английским «Манчестер Юнайтедом», в первом матче в Англии «Рапид» проиграл со счётом 3:0, а в домашней встрече сыграл вничью 0:0. Всего в кубке Чемпионов за «Рапид» Сённергор сыграл шесть матчей. В 1969 году Сённергор пополнил состав нидерландского «Аякса» из Амстердама, который в предыдущем сезоне смог дойти до финала кубка Чемпионов. В составе «Аякса» Том стал чемпионом и обладателем кубка Нидерландов, а по окончании сезона 1969/70 Сённергор перешёл во французский «Мец».
Дебют Тома состоялся 3 октября 1970 года в матче девятого тура чемпионата Франции сезона 1970/71 против клуба «Нанси», Сённергор отыграл весь матч, а его команда сыграла вничью 1:1. Свой первый мяч за «Мец» Том забил 29 ноября 1970 года в матче 16-го тура чемпионата Франции против «Валансьена», Том отличился на 10-й минуте, но в итоге в матче была зафиксированы ничья со счётом 2:2. Всего в чемпионате Франции сезона 1970/71 Том сыграл 21 матч и забил 4 мяча, а его клуб по итогам сезона занял в чемпионате 8-е место. В кубке Франции 1970/71 Сённергор сыграл два матча, оба против клуба «Страсбур» в 1/32 финала кубка. В сезоне 1970/71 Сённергор потерял место в основном составе и провёл всего лишь одну игру, которая состоялась 11 сентября 1971 года против «Сент-Этьена», завершившийся разгромным поражением «Меца» со счётом 4:0. Позже Том покинул клуб и вернулся в Данию, где затем выступал за клуб «ХИК» из города Хеллеруп.

### Карьера в сборной
В составе национальной сборной Дании Сённергор в 1964 году отправился на Чемпионат Европы в Испанию. На турнире Том не сыграл ни одного матча, а его сборная на турнире стала четвёртой, в матче за третье место датчане уступили сборной Венгрии со счётом 3:1. Дебютировал Том за сборную 28 июня 1964 года в матче против сборной Швеции, завершившийся поражением датчан со счётом 4:1. Свой первый гол за сборную Том забил 1 декабря 1964 года в матче против сборной Израиля, Сённергор забил на 67-й минуте и единственный забитый мяч помог сборной победить со счётом 1:0. Всего за сборную Дании Том провёл 19 матчей и забил 4 мяча. Свою последнюю игру Сённергор провёл 11 октября 1967 года против Германии, завершившийся победой немцев со счётом 3:2, Том отличился одним забитым мячом на 38-й минуте.

### Тренерская карьера
После завершения игровой карьеры Том тренировал клубы «Херо» и свой бывший клуб «ХИК».

### Смерть
Умер Том Сённергор 16 июня 1997 года в возрасте 53 лет в местечке Фредерикссунн муниципалитета Фредерикссунн.

## Статистика

### Матчи Сённергора за сборную Дании
| Матчи Сённергора за сборную Дании | Матчи Сённергора за сборную Дании | Матчи Сённергора за сборную Дании | Матчи Сённергора за сборную Дании | Матчи Сённергора за сборную Дании | Матчи Сённергора за сборную Дании   |
| --------------------------------- | --------------------------------- | --------------------------------- | --------------------------------- | --------------------------------- | ----------------------------------- |
| №                                 | Дата                              | Соперник                          | Счёт                              | Голы Сённергора                   | Соревнование                        |
| 1                                 | 28 июня 1964                      | Швеция                            | 1:4                               | —                                 | Чемпионат Северной Европы 1964—1967 |
| 2                                 | 6 сентября 1964                   | Финляндия                         | 1:2                               | —                                 | Чемпионат Северной Европы 1964—1967 |
| 3                                 | 11 октября 1964                   | Норвегия                          | 2:0                               | —                                 | Чемпионат Северной Европы 1964—1967 |
| 4                                 | 21 октября 1964                   | Уэльс                             | 1:0                               | —                                 | Чемпионат мира 1966 (отбор)         |
| 5                                 | 29 ноября 1964                    | Греция                            | 2:4                               | —                                 | Чемпионат мира 1966 (отбор)         |
| 6                                 | 1 декабря 1964                    | Израиль                           | 1:0                               | 1                                 | Товарищеский матч                   |
| 7                                 | 5 декабря 1964                    | Италия                            | 1:3                               | —                                 | Товарищеский матч                   |
| 8                                 | 26 сентября 1965                  | Норвегия                          | 2:2                               | —                                 | Чемпионат Северной Европы 1964—1967 |
| 9                                 | 21 июня 1966                      | Португалия                        | 1:3                               | —                                 | Товарищеский матч                   |
| 10                                | 26 июня 1966                      | Норвегия                          | 0:1                               | —                                 | Чемпионат Северной Европы 1964—1967 |
| 11                                | 3 июля 1966                       | Англия                            | 0:2                               | —                                 | Товарищеский матч                   |
| 12                                | 18 сентября 1966                  | Финляндия                         | 1:2                               | —                                 | Чемпионат Северной Европы 1964—1967 |
| 13                                | 24 мая 1967                       | Венгрия                           | 0:2                               | —                                 | Чемпионат Европы 1968 (отбор)       |
| 14                                | 4 июня 1967                       | ГДР                               | 1:1                               | —                                 | Чемпионат Европы 1968 (отбор)       |
| 15                                | 25 июня 1967                      | Швеция                            | 1:1                               | —                                 | Чемпионат Северной Европы 1964—1967 |
| 16                                | 23 августа 1967                   | Исландия                          | 14:2                              | 1                                 | Товарищеский матч                   |
| 17                                | 24 сентября 1967                  | Норвегия                          | 5:0                               | —                                 | Чемпионат Северной Европы 1964—1967 |
| 18                                | 4 октября 1967                    | Нидерланды                        | 3:2                               | 1                                 | Чемпионат Европы 1968 (отбор)       |
| 19                                | 11 октября 1967                   | ГДР                               | 2:3                               | 1                                 | Чемпионат Европы 1968 (отбор)       |

Итого: 19 матчей / 4 гола; 6 побед, 3 ничьи, 10 поражений.

## Достижения
- Обладатель Кубка Австрии: 1969
- Чемпион Нидерландов: 1970
- Обладатель Кубка Нидерландов: 1970